# موج جنایت
موج جنایت (اسپانیایی: Crime Wave‎) یک فیلم کمدی اسپانیایی به کارگردانی گراسیا کرختا است که در سال ۲۰۱۴ منتشر شد.

## گزیدهٔ بازیگران
- ماریبل وردو[۴]
- خوانا آکوستا[۴]
- پائولا اچه‌باریا[۴]
- آنتونیو رسی‌نس[۴]
- رائول آره‌والو[۴]
- لوئیس تسار[۴]
- خاویر کامارا[۴]
- میگل برناردو[۴]